# 1980-as Tour de France
Az 1980-as Tour de France volt a 67. Tour de France, amit 1980. június 26-a és július 20-a között rendeztek meg. Összesen 22 szakasz volt 3945.5 km-en keresztül, amit átlagosan 35.317 km/h sebességgel tettek meg a versenyzők.

## Végeredmény
|    | Versenyző         | Csapat           | Idő             |
| -- | ----------------- | ---------------- | --------------- |
| 1  | Joop Zoetemelk    | TI-Raleigh       | 109 óra 19' 14" |
| 2  | Hennie Kuiper     | Peugeot          | 6' 55"          |
| 3  | Raymond Martin    | Miko-Mercier     | 7' 56"          |
| 4  | Johan de Muynck   | Splendor-Admiral | 12' 24"         |
| 5  | Joaquim Agostinho | Puch-Sem         | 15' 37"         |
| 6  | Christian Sezneč  | Miko-Mercier     | 16' 16"         |
| 7  | Sven-Ake Nilsson  | Miko-Mercier     | 16' 33"         |
| 8  | Ludo Peeters      | IJsboerke        | 20' 45"         |
| 9  | Pierro Bazzo      | La Redoute       | 21' 03"         |
| 10 | Henk Lubberding   | TI-Raleigh       | 21' 10"         |

## Szakasz eredmények
| Szakasz    | Útvonal                                     | Táv    | Győztes             | Sárga trikós     |
| ---------- | ------------------------------------------- | ------ | ------------------- | ---------------- |
| Prológ     | Frankfurt                                   | 7,6 km | Bernard Hinault     | Bernard Hinault  |
| 1A         | Frankfurt - Wiesbaden                       | 133 km | Jan Raas            | Bernard Hinault  |
| 1B         | Wiesbaden - Frankfurt Csapat időfutam       | 45 km  | TI-Raleigh          | Gerrie Knetemann |
| 2          | Frankfurt - Metz                            | 276 km | Rudy Pevenage       | Yvon Bertin      |
| 3          | Metz - Liège                                | 282 km | Henk Lubberding     | Rudy Pevenage    |
| 4          | Spa-Francorchamps                           | 34 km  | Bernard Hinault     | Rudy Pevenage    |
| 5          | Liège - Lille                               | 249 km | Bernard Hinault     | Rudy Pevenage    |
| 6          | Lille - Compiègne                           | 215 km | Jean-Louis Gauthier | Rudy Pevenage    |
| 7A         | Compiègne - Beauvais Csapat időfutam        | 65 km  | TI-Raleigh          | Rudy Pevenage    |
| 7B         | Beauvais - Rouen                            | 92 km  | Jan Raas            | Rudy Pevenage    |
| 8          | Flers - Saint-Malo                          | 164 km | Bert Oosterbosch    | Rudy Pevenage    |
| Pihenő nap |                                             |        |                     |                  |
| 9          | Saint-Malo - Nantes                         | 205 km | Jan Raas            | Rudy Pevenage    |
| 10         | Rochefort - Bordeaux                        | 163 km | Cees Priem          | Rudy Pevenage    |
| 11         | Damazan - Laplume                           | 51 km  | Joop Zoetemelk      | Bernard Hinault  |
| 12         | Agen - Pau                                  | 194 km | Gerrie Knetemann    | Bernard Hinault  |
| 13         | Pau - Bagnères-de-Luchon                    | 200 km | Raymond Martin      | Joop Zoetemelk   |
| 14         | Lézignan-Corbières - Montpellier            | 189 km | Ludo Peeters        | Joop Zoetemelk   |
| 15         | Montpellier - Martigues                     | 160 km | Bernard Vallet      | Joop Zoetemelk   |
| 16         | Trets - Pra-Loup                            | 208 km | Jos Deschoenmaecker | Joop Zoetemelk   |
| 17         | Serre Chevalier - Morzine                   | 242 km | Mariano Martínez    | Joop Zoetemelk   |
| Pihenő nap |                                             |        |                     |                  |
| 18         | Morzine - Prapoutel-Les Sept Laux           | 198 km | Ludo Loos           | Joop Zoetemelk   |
| 19         | Voreppe - Saint-Étienne                     | 139 km | Sean Kelly          | Joop Zoetemelk   |
| 20         | Saint-Étienne - Saint-Étienne               | 34 km  | Joop Zoetemelk      | Joop Zoetemelk   |
| 21         | Auxerre - Fontenay-sous-Bois                | 208 km | Sean Kelly          | Joop Zoetemelk   |
| 22         | Fontenay-sous-Bois - Párizs, Champs-Élysées | 186 km | Pol Verschuere      | Joop Zoetemelk   |